# Umboi
Umboi est une île volcanique de Papouasie-Nouvelle-Guinée située en mer des Salomon et dont le point culminant est le mont Talo avec 1 335 mètres d'altitude.
Également appelée Rooke ou Siassi, elle est proche de la Nouvelle-Bretagne dont elle est séparée par le détroit de Dampier.